# Худе (Олденбург)
Худе (њем. Hude) општина је у њемачкој савезној држави Доња Саксонија. Једно је од 15 општинских средишта округа Олденбург. Према процјени из 2010. у општини је живјело 15.814 становника. Посједује регионалну шифру (AGS) 3458010.

## Географски и демографски подаци
Худе се налази у савезној држави Доња Саксонија у округу Олденбург. Општина се налази на надморској висини од 5 метара. Површина општине износи 124,6 km². У самом мјесту је, према процјени из 2010. године, живјело 15.814 становника. Просјечна густина становништва износи 127 становника/km².

## Међународна сарадња
| Мјесто                | Држава    | Врста сарадње | Од    |
| --------------------- | --------- | ------------- | ----- |
| Арнаж                 | Француска | партнерство   | 1983. |
|                       | Того      | контакт       | 2000. |
| Лен                   | Холандија | контакт       | 2000. |
| Шамоћин               | Пољска    | контакт       | 2000. |
|                       | Словачка  | контакт       | 2000. |
| Фарнсум               | Холандија | контакт       | 2000. |
| Слупск                | Пољска    | контакт       | 2000. |
| Нове Мјасто Лубавскје | Пољска    | партнерство   | 2003. |
| Фјуме Венето          | Италија   | партнерство   | 2002. |
| Делфзил               | Холандија | контакт       | 2000. |
| Мексико               | Мексико   | контакт       | 1988. |
| Извор                 |           |               |       |